# Етнографско новинарство
Етнографско новинарство проучава и описује одређену групу, њено дјеловање. 

## Појам етнографије
Етнографија по изворном значењу етно (људи) и графија (описивати)
подразумијева посматрање, изучавање, прикупљање података о одређеној групи људи, а како Орио (2004:127-141) тврди, "бави се описивањем и 
проучавањем материјалне, друштвене и духовне културе (живота, обичаја, вјеровања) појединих народа: у ствари, то је музејска дјелатност
етнолога. Односи се на квалитативни опис појава људског друштва утемељен на теренском раду." 

## Дефиниција
Етнографско новинарство је према дефиницији Милетића
(2012:59) "метод квалитативног дескриптивно-аналитичког и компаративног истраживања карактеристика одређеног народа, схваћеног као посебне друштвене
групе." 

## Примјена
Примјењује се у етнологији, лингвистици, социо-културној антропологији и социологији. Такође у комуникологији, посебно у оквиру
тзв. етнографских студија комуницирања, које проблематизују значај етничке детерминисаности субјекта, садржаја и друштвеног контекста
комуницирања. 

## Шта значи бавити се етнографским новинарством?
"На свом спознајном истраживачком путу новинарима је етнографско новинарство главни смјер за посматрање и документовање друштвеног
живота. Основа рада новинара је нарација и опсервационе методе, а новинар треба на свом путу спознаје да опише: 
1. материјално постојање једне културе
2. социјали систем,
3. колективна вјеровања и искуства.

Од дубинске анализе и схватања новинара-аутора тих прича зависиће и спознаја реципијената о припадницима неке групе (народа других држава,
осуђеника у затвору, чланова разних удружења, нарко мафије...). Новинар мора остварити контакт са групом, бити објективан, неутралан и у опис
не смије уносити лични став, слагање или неслагање, коментарисање, одобравање или осуђивање предмета посматрања. У оквиру концептуализације 
етнографског извјештавања новинара је адаптација, откривање скривених значења и упознавање са ритуалима и праксама. Извјештавање зависи од остварене
везе са изворима (да ли је извор друштвено прихватљив). У посматрању етнографичар користи индуктивни метод, а у писању новинар је наратор приче,
али и медиј путем кога се преноси прича групе."